# 싱가포르 전투
싱가포르 전투(Battle of Singapore)는 제2차 세계 대전의 동남아시아 전역에서 1942년 2월 7일부터 2월 15일까지 걸쳐 벌어진 일본 제국과 대영 제국 간의 전투이다. 이 전투로 영국 치하에 있던 싱가포르가 일본군에 함락되었다. 싱가포르는 동남아시아에서 가장 중요한 영국의 군사 기지이자 경제 항구였으며, 전간기 영국의 국방 전략에 있어서도 매우 중요한 역할을 했다. 싱가포르의 함락은 영국 역사상 가장 큰 규모의 항복을 초래하게 되었다.
전투에 앞서, 일본의 야마시타 도모유키 장군은 말레이 전역에서 약 3만 명의 병력을 이끌고 말레이반도를 따라 남하했다. 영국군은 그들이 정글 지형을 통과할 수 없다고 오판했고, 그 결과 연합군의 방어선은 신속하게 우회당하며 일본군의 빠른 진격을 허용하는 꼴이 되었다.
싱가포르의 영국군 사령관인 아서 퍼시벌 중장은 85,000명의 연합군을 지휘하고 있었지만, 많은 부대가 정원 미달이었고 대부분 경험이 부족했다. 영국군은 수적으로 일본군보다 우세했지만, 섬에서 사용하는 물의 대부분을 본토의 저수지로만 의지하고 있었다. 영국군은 조호르 해협의 둑길(조호르-싱가포르 코즈웨이)을 파괴했고, 이로 인해 일본군은 임시방편으로 해협을 건널 수밖에 없었다. 하지만 싱가포르가 워낙 중요했기 때문에, 윈스턴 처칠은 퍼시벌에게 마지막 한 명까지 싸우라고 명령했다.
일본군은 2월 8일, 섬의 방어선 중 가장 취약한 곳을 공격하여 교두보를 확보했다. 퍼시벌은 일본군이 북쪽으로 건너올 것이라 예상했기 때문에, 제때에 방어 병력을 보강하지 못했다. 연합군은 통신과 지휘 체계의 문제로 어려움을 겪었고, 교두보 근처에는 방어 진지나 예비 병력이 거의 없었다.
일본군의 진격이 계속되자 연합군의 보급품이 바닥나기 시작했다. 2월 15일경, 약 100만 명의 민간인들이 연합군이 사수하고 있던 섬의 약 1%에 불과한 지역으로 빽빽하게 몰려들었다. 일본 항공기는 민간 식수 공급원을 계속해서 폭격했고, 며칠 내로 식수 공급이 끊길 것으로 예상되었다. 한편, 일본군 역시 보급품이 거의 바닥난 상태였고, 야마시타 장군은 큰 희생이 따르는 시가전은 피하고 싶어 했다.
야마시타는 전투 시작 후 두 번째 무조건 항복을 요구했고, 결국 2월 15일 오후 퍼시벌은 항복했다. 약 8만 명의 영국, 인도, 호주 및 현지 군인들이 전쟁 포로가 되었으며, 이는 말라야에서 포로가 된 5만 명에 더해진 숫자였다. 이들 중 다수는 방치, 학대, 강제 노동으로 사망했다.
영국이 항복한 지 3일 후, 일본군은 수천 명의 민간인을 학살한 '숙칭 숙청'을 시작했다. 일본은 전쟁이 끝날 때까지 싱가포르를 점령했다. 대부분 징집병이었던 약 4만 명의 인도 군인들은 인도를 독립을 미끼로 내건 일본에 속아 인도 국민군(Indian National Army)에 합류하여 버마 전역에서 일본군과 함께 싸웠다.
처칠은 이를 영국 군사 역사상 최악의 재앙이라고 불렀다. 싱가포르 함락, 프린스오브웨일스함과 리펄스함의 격침, 그리고 1941년에서 1942년 사이의 다른 패배들은 영국의 위신을 크게 떨어뜨렸다. 이는 결국 전쟁 후 이 지역에서 영국의 식민 통치가 막을 내리는 데 기여했다.